# NAA50
NAA50 (англ. N(alpha)-acetyltransferase 50, NatE catalytic subunit) – білок, який кодується однойменним геном, розташованим у людей на 3-й хромосомі. Довжина поліпептидного ланцюга білка становить 169 амінокислот, а молекулярна маса — 19 398.
| 10         |  | 20         |  | 30         |  | 40         |  | 50         |
| ---------- |  | ---------- |  | ---------- |  | ---------- |  | ---------- |
| MKGSRIELGD |  | VTPHNIKQLK |  | RLNQVIFPVS |  | YNDKFYKDVL |  | EVGELAKLAY |
| FNDIAVGAVC |  | CRVDHSQNQK |  | RLYIMTLGCL |  | APYRRLGIGT |  | KMLNHVLNIC |
| EKDGTFDNIY |  | LHVQISNESA |  | IDFYRKFGFE |  | IIETKKNYYK |  | RIEPADAHVL |
| QKNLKVPSGQ |  | NADVQKTDN  |  |            |  |            |  |            |

A: Аланін

C: Цистеїн

D: Аспарагінова кислота

E: Глутамінова кислота

F: Фенілаланін

G: Гліцин

H: Гістидин

I: Ізолейцин

K: Лізин

L: Лейцин

M: Метіонін

N: Аспарагін

P: Пролін

Q: Глутамін

R: Аргінін

S: Серин

T: Треонін

V: Валін

Кодований геном білок за функціями належить до трансфераз, ацилтрансфераз, фосфопротеїнів. 
Задіяний у таких біологічних процесах, як ацетилювання, альтернативний сплайсинг. 
Локалізований у цитоплазмі, ядрі.